# Gavray
Gavray era una comuna francesa que estaba situada en el departamento de Mancha, de la región de Normandía que el 1 de enero de 2019 pasó a formar parte de la comuna nueva de Gavray-sur-Sienne como comuna delegada.

## Historia
Entre 1795 y 1800 absorbe la comuna de Saint-André-du-Valjouais.
En 1972 absorbe las comunas de Le Mesnil-Bonant y Le Mesnil-Hue.

## Demografía
| Gráfica de evolución demográfica de Gavray entre 1800 y 2021 |
|                                                              |

Los datos demográficos contemplados en este gráfico de la comuna de Gavray se han cogido de 1800 a 1999 de la página francesa EHESS/Cassini, y los demás datos de la página del INSEE.